# 美味大挑戰
《美味大挑戰》（日语：美味しんぼ）是雁屋哲原作、花咲昭作畫的日本漫畫作品，於小學館漫畫雜誌《Big Comic Spirits》1983年起開始連載，2014年長期休載中。單行本已發行111卷。
1988年改編成電視動畫（由SHIN-EI動畫製作），於1988年至1992年間首播。
單行本發行至第110冊時，單行本累計已發行超過一億二千萬冊。

## 登場人物

### 【山岡家】
山岡士郎（聲：井上和彥）
本作的男主角，27歳。當代知名藝術家、美食家海原雄山的獨生子。10幾歲就開始在美食俱樂部修業，擁有相當深厚的美食造詣，曾經被喻為美食俱樂部的繼承人。東西新聞「究極菜單」的負責人。
喜好酒、賭馬、古典音樂。自從與海原雄山對決『白飯、味增湯』慘敗之後，就戒掉賭馬了。
因誤認為父親的殘暴導致母親的死亡，故意打破海原雄山多件價值連城的作品後，憤而離家出走並將姓氏改為母姓。經栗田優子的多方策劃，一直到探查福島真相時，才與父親正式和好。
栗田優子（聲：莊真由美）
本作的女主角，22歳，個性相當溫婉嫻淑。文化部的三朵花之一。
雖是新進社員卻因味覺的考驗，而與士郎一同共事「究極菜單」的工作。後來還跟士郎結婚。
與山崗交往後，一直在暗中策劃多次計謀，想方設法讓海原父子能夠和好。
山岡陽士
士郎與優子的長子，第75集『雙胞胎誕生!!』登場，十分調皮搗蛋。
山岡遊美
士郎與優子的長女，雖人小鬼大，但其實只是個連話都說不清楚的孩子。
山岡遊璃
士郎與優子的次女，第99集『喜歡醫院的食物』登場，名字來自於作者的次女。

### 【栗田家】
栗田信一
優子與誠之父，士郎的岳丈。初登場于第1集『舌的記憶』。51歳，個性溫厚的東西大學教授。
栗田文枝
優子與誠之母，士郎的岳母，初登場于第1集『舌的記憶』。47歳，喜歡做料理且是家裡最了解優子的人。
對於山崗仇視父親一事非常不諒解，一直擔憂會影響到下一代的孩子。
栗田丸代
優子與誠之祖母，
信一之母，初登場于第1集『舌的記憶』。72歳，活潑開朗又喜歡新鮮事物的退休老師。
與銀宣社的創辦人大柱永一交往中。
味覺非常敏銳，栗田家的人均認為優子在吃的方面是遺傳自祖母。
栗田誠
優子之兄，士郎的大舅。初登場于第1集『舌的記憶』。27歳，在電子產品製造商的大日電機服務。

### 【東西新聞社】

#### 〔文化部〕
谷村秀夫
文化部部長。後續升上編輯局長。
他舉止溫和，很少發脾氣。受到文化部裡的所有人的尊敬，有時保護會為了部下和大原社長力爭。具有文學和電影方面的深厚知識，喜歡引用古人的詩詞。
富井富雄
文化部副次長。後來升到文化部部長。
酒品很差，只要一喝醉就會大鬧。尤其碰到帝都新聞的人時，會鬧的更嚴重。甚至數次酒醉，得罪很多民間團體、各大公司，導致東西新聞經常受到社會撻伐，種種事蹟引發編輯長小泉的不滿，導致後續很難再往上升遷。多次依靠主角的幫忙排解才得以升遷。
非常怕老婆，經常會親手做夫妻便當。
在中國出生，經常關心介紹中國殘留孤兒的節目。
荒川絹江 / 田畑絹江
文化部記者，也是文化部的資深前輩。 富井升上部長後，也跟著提升為文化部副次長。
與攝影師荒川清作結婚，他的姓氏改為荒川。
雖然經常抱怨山崗工作不認真，但山崗在早期欠債時，經常借他錢還債，通常只要求擔任司機或廚師就免還錢了。對山崗的態度就像是面對著不爭氣的弟弟。
曾經是某間女校高中的第一代的太妹組織首領，許多親戚也是地方勢力。
三谷典子
飛澤周一

#### 〔東西新聞主管〕
大原大藏
東西新聞的董事長。一手策畫出『究極菜單』。
原本是美食俱樂部的成員之一，卻因山崗和海原之間的恩怨而踢出。
經常用『職務命令』強制山崗幫忙解決私人的事。
小泉鏡一
編輯局長，53歲，後續升任專務董事。
日本新聞雜誌釣魚天狗同盟會成員。
曾在歐洲和美國的分部待了快20年。非常喜歡貓。
與大原社長一樣，經常用『職務命令』強制山崗幫忙解決私人的事。
神山

#### 〔政治部〕
松川政男
政治部的部長。
老婆是美國人，經常因為日美的生活習慣而發生爭執。
私底下常批評山岡做事懶惰無能，吃的方面無人能比，但只要一出事情就馬上拜託山岡幫忙。
難波大助

### 【東西圖刊】
仁田
東西圖刊的編輯長。策畫出『尋找世界的美味』的人。
和東西新聞借用山岡來協助完成『尋找世界的美味』。
二木丸子
『尋找世界的美味』的負責人。巴黎的文化系畢業。
二都銀行董事的孫女。
早期對山岡有好感，認為山岡雖然看似笨，卻有自主精神，並且深知人事物的重要本質。
為達成目的，請近城協助追求山岡，並協助近城追求栗田優子。結果卻反而和近城生出感情來。

### 【帝都新聞社】
嶺山知一
帝都新聞社的社長，60歲。
知道東西新聞社有『究極菜單』的計畫，私底下不動聲色的推動『至高菜單』，並邀請海原雄山擔任最高負責人，並搶在東西新聞社正式發表『究極菜單』之前，搶先發佈每周的周日版正式發表。
秀澤民男
帝都新聞社的編輯局長，55歲。
日本新聞雜誌釣魚天狗同盟會成員。

### 【美食俱樂部】
海原雄山（聲：大塚周夫、松平健）
男主角山岡士郎的父親。當代最頗負盛名的畫家、書法家、陶藝家。創立了位於銀座，於料理上追求美味的會員制料亭美食俱樂部。帝都新聞的『至高菜單』企劃的最高負責人。
曾就讀於福島的美術大學主修日本畫和書法，在探詢美的真諦時，結識了山崗俊子，並透過山崗父女的關係，拜師陶人的門下學習陶藝。
經常會關注東西新聞的報紙和山崗有關的報導。
中川得夫
美食俱樂部的調理主任，負責帶領美食俱樂部的廚師群。海原雄山的左右手。
由於年輕時失去過孩子，故而將山岡和飛澤都當作是自己的孩子一樣疼惜。經常夾在海原大師與山岡少爺之間左右為難，也是少數能夠理解海原雄山與山岡的對決，其實出自於父親將孩子的掉下山谷訓練的愛。
千代
中川得夫的妻子。海原雄山的左右手，負責帶領美食俱樂部的侍女群。包刮海原雄山的陶藝繪畫展覽均由千代一手包辦。
年輕時失去過孩子，造成無法生育的遺憾，故而將山岡和飛澤都當作是自己的孩子一樣疼惜。在面對海原與山岡的爭執中，甚至能理直氣壯的和海原大師爭執自己就是站在山岡這邊甚至直接表明自己就是內奸，海原對於千代幫助山崗的一切行為一直採取默認的方式。
從栗田優子開始懷孕後，經常出入山岡家照顧優子和小孩。
山岡母親在世時，時常為了海原大師想方設法做出美食，千代均在夫人身邊幫忙，故而能重現不少山岡母親的美味料理。
岡星良三
美食俱樂部擔任碗方。至高菜單的負責人。
岡星精一的弟弟，因哥哥覺得天份不錯，但留在身邊會走不出自己的風格，故而建議去美食俱樂部學習。
早期有抽菸的習慣，經山岡協助回去美食俱樂部後，也戒掉了煙癮。
曾經有數次的失誤或是海原雄山提出難題，皆是山岡幫忙化解。
在美食俱樂部修業時，曾對餐具起了濃厚的興趣，便在海原大師建議下，以唐山陶人大師的作品為範例練習，結果和原作的相似度太高被唐山領子的親戚利用，事後得山岡排解後，在陶藝方面的天分也受到唐山陶人的讚賞。

#### 〔退休或自立門戶〕
阿町婆
曾經在海原家工作過，非常照顧小時候的山岡。
退休後居住在偏鄉的農村裡養雞種菜，養出來的雞肉與雞蛋的品質非常好，山岡要做任何雞肉料理前均會過來一趟。
本村
曾在雄山窯裡面負責燒窯，燒窯技術也是雄山教的。後來到唐山陶人處幫忙燒窯一直到退休。
本身的並沒有過人的廚藝，但因為秉著赤誠的招待之心，協助海原雄山在『白飯、味增湯』對決中取勝。
宇田
天分及手藝非常出眾，並且受到雄山的賞識，非常積極栽培。認為美食俱樂部的料理最棒，一切都非常完美。 但卻只有極小部分的人能夠享受，一般人都無法靠近，故而想自立門戶，開一家大眾美食的漢堡店。
阿梅婆
曾經當過海原家的佣人。海原家三大美女之一。
和飯店大亨結婚住，定居在夏威夷。
看到山岡住的違建建築後，曾哭著拜託山岡不如來夏威夷當難民吧，願意買下整間公寓讓山岡居住。
年輕時，也常幫忙山岡母親做菜，故而能重現不少山岡母親的料理。
阿種婆
曾經當過海原家的佣人，負責督導山岡念書。海原家三大美女之一。
和料理學校的校長結婚後，定居在九州。
即使離開海原家多年，對於山岡亂七八糟的生活習慣還是嘮叨不斷，山岡國中時期的成績還是記的很清楚。
年輕時，也常幫忙山岡母親做菜，故而能重現不少山岡母親的料理。
島野德一
島野豆腐店繼承人。
因為和父親起爭執，憤而離家出走。出走後立志當一名廚師，並想加入美食俱樂部。為了加入美食俱樂部，不惜趁海原大師外出時，拿刀威脅不能加入的話便要當場切腹。
後來經由山岡、團社長、良山的裡應外合之下，讓豆腐進行第二次對決，並且讓海原大師使用島野豆腐店的豆腐，成功讓島野父子聯手做出至高豆腐。賽後離開美食俱樂部，回到老家製作豆腐。

### 【時代週刊】
團一郎
時代週刊的社長。
在大學時做出了日語演算軟體，接著又做出風行美日的電玩遊戲，賺了一大筆財富。接著把錢投資在處理器研發，然後又用超級電腦製作網路系統，以會員制用時計價的方式賺了不少錢。
時代週刊的前任社長因股價大跌，又欠了一大筆債，不得已將公司賣給團一郎。
上任後的第一件事情就是取消『究極菜單』和『至高菜單』的對決，並且由自己再另外找人組隊和『至高菜單』對決。
在正式上任之前，非常關注『究極菜單』和『至高菜單』的對決，甚至會自己親手料理兩邊的料理來評比。認為『究極菜單』所呈現出來的料理的基本態度有問題，又過於計較和『至高菜單』的勝負，比起來『至高菜單』不拘泥於勝負，只是單純追求美味的本質的崇高精神，故而盡管『至高菜單』也輸過好幾場，但對於海原大師作法、自信、態度都相當佩服。
三河原良
時代週刊的編輯長。
因看到東西新聞和帝都新聞兩方同時發佈『究極菜單』和『至高菜單』的新聞後，和兩方報社建議由時代週刊為第三方，並組織評審團，讓雙方菜單以對決的方式進行。

### 【榮商百貨集團】
板山秀司
榮商百貨集團的董事長，白手起家的暴發戶。
在百貨公司的經營方針上，非常重視山崗的意見。每次跟著山崗吃完美食後，都會在自己的百貨公司進貨。
長石野
榮商百貨集團的業務總部長。
與國際時裝設計師赤座恭子20多年不見，卻又為了對方保持單身。

### 【周家】
周懷德
中國廣東人，橫濱的富豪。在日廣東同鄉會的會長。
在中國料理方面曾多次提供專業人員與器具協助山岡。
宋蘭芳
中國人，周懷德的妻子。
周香玉
中國人，22歲，周懷德與宋蘭芳的女兒。
與家中雇用的廚師王士秀相戀，卻遭到父親反對。故而與王士秀私奔，在莆田開了中華料理店。後經山岡排解後，獲得父親的諒解。
王士秀
中國廣東，28歲，廣東人。
原是周懷德的餐廳雇用的廚師，後與周香玉相戀私奔。後經山崗排解後，獲得同鄉會的贊助，將餐廳規模擴大。
在中國料理方面曾多次提供人員與技術協助山岡。

### 【岡星料理屋】
岡星精一
岡星和食料理屋的老闆。
山崗與京極最常光顧的店。
究極菜單合作最多的夥伴，對決主題決定好主題後都會先跑來參考意見，也負責過究極菜單多樣菜色。
廚藝高超，就連海原雄山也非常讚嘆。
岡星冬美
與岡星精一在東京某家料理店工作時相遇，兩人交往後用存下來的錢開了店。一開始生意不好，某家一位重要的老客戶預約，卻臨時病倒。後來來了一位寶木先生相當讚賞岡星的手藝，後來也不斷帶新的客人來，在店面生意逐漸繁榮後，寶木先生過世了，岡星料理店也遭逢大火燒個精光。
面對種種不幸遭遇，加上先前2位前夫也因為和自己在一起後，也是遭遇了種種不幸的事而死去，故而認為自己是帶來不幸的瘟神。後來經山岡和栗田幫忙排解後，重新回到岡星料理屋生活。
田山勇一
因市面上的美食充滿添加物、加工食品，擔心後代的人將會失去飲食文化，甚至無法吃到用心料理的好食物。故而想當一名用好材料，用正確手法做菜給別人吃的好廚師。
原先勇一的父親拜託山岡勸說放棄廚師之路，但山岡聽完勇一的決心後，便介紹岡星料理屋學習。

### 【日本拉麵綜合開發研究所】
長井伸助
日本拉麵綜合開發研究所的所長。
研究拉麵50年，口頭禪：『拉麵可以拯救地球！』
全國共有200多個分部，會原共有200多萬人。對於全國所有的連鎖店、餐廳、街邊小店、攤販的資訊都有掌握。許多食品公司和餐廳業者也會前來諮詢。
乃士永造
日本拉麵綜合開發研究所的拉麵三劍客，麵的專家。
出川實
日本拉麵綜合開發研究所的拉麵三劍客，湯頭專家。
多木康
日本拉麵綜合開發研究所的拉麵三劍客，配料專家。

### 【其他朋友】
唐山陶人
海原雄山的師傅。被譽為日本的人間國寶。究極與至高菜單的對決評審之一。
對山岡就像是孫子一樣，一直極力想讓海原與山岡能夠父子和好。
唐山領子
唐山陶人的第二任妻子。原是藝術雜誌的記者。
身邊的某些親戚常利用她與唐山陶人的關係，販售贗品或從中剝削。
京極万太郎
京都的富豪。究極與至高菜單的對決評審之一。
岡星料理屋的常客。美食俱樂部的成員。
年輕時靠賣米起家，只要吃一口飯就能猜出產地，甚至烹煮的手法都能猜出來。
少數明白海原雄山數次看似羞辱山岡，其實是出自於父親的關懷的人。曾經指出海原雄山年輕時也對自身的手藝過於自負，忘了基本的精神，進而在別人面前出醜過。正因為有這樣的經驗，才會嚴厲的鞭策山岡。
中松警部
警察署銀座中央警察署的警官，職級是督察。
山岡的酒友。劍道與拔刀術都非常厲害。
愛吃蕎麥麵，胃口大到非常驚人，只要是愛吃的東西，多少都裝的下。
交友廣泛，有各種廣道能夠探查任何訊息。
只要山崗有任何朋友被關進警局，就會馬上通知幫忙。
大柱永一
銀宣社的創辦人，退休後擔任顧問。
栗田丸代的男友。
退休後因對心理學有興趣，假扮成算命師做研究。偶然機會下遇到栗田丸代想替優子算姻緣，卻昏倒在路邊，由栗田丸代照顧。康復後反倒是栗田丸代病倒了，反過來照顧，兩人反而漸生情愫。
荒川清作
職業攝影師。
荒川絹江的老公。
擅長拍攝各行各業的職場人士，在偶然的機會下到東西新聞拍攝記者工作的畫面時，被荒川絹江認真工作的樣子給吸引住了，逐大膽邀約。最後在山岡建議以支持的拳擊手的比賽勝負作為賭注向荒川絹江求婚。
近城勇
職業攝影師。
名氣不錯的攝影師，喜好拍攝『真實』，野生動物的自然真實，遺跡的歷史真實，運動場上人類的真實。
起初認為美食並沒有真實，拒絕協助東西圖刊。經栗田用朴葉味增打動後，答應協助『尋找世界的美味』的拍攝工作。
大河豬太
青鄰產業的老闆。日本前五名的有錢人。
和大原大藏是一起爭吵到長大的。對食物很挑剔，自認為是厲害的老饕。經常酸大原大藏是個窮鬼。
橋田功夫
原本是大日汽車的董事。珍妮絲軒的老闆。
原本是橋田集團的小開，事業能力很強，開發過8種車，使的公司營業額上升2倍，認為自己已經展現過才能，也對公司有了貢獻，故而拋開一切轉而去過自己想要的人生，開了拉麵店，而且只單賣醬油拉麵。
開店後，生意門可羅雀，好友荒川找山岡及拉麵研究所的人協助。
在拉麵研究所的資料庫評價：還沒踏出外行人領域，湯和麵很差，無法評價。
雉川盛一
流星組組長，40歲。
曾經是大料亭的兒子，因不滿於現狀，將繼承權讓給弟弟，前往美國任職於小間的漢堡連鎖店庫吉漢堡，在很短的時間內培養成全美第二的漢堡連鎖店。後來因為能力太強了，被庫吉漢堡的老闆開除。跑回日本率領流星組展開拉麵連鎖店的生意，目標是將拉麵的版圖擴展到美國。
會針對生意不好的店家，在附近擺拉麵攤販『流星一番亭』，在生意受創後，再將之納入旗下。認為會被搶走客源的拉麵店，定是不夠努力，缺乏熱情與才能，在自由競爭的社會，品質優者勝。
在拉麵研究所的資料庫評價：極為好吃，無可批敵。

## 動畫主題歌
| 類別   | 曲名          | 話數                              | 作詞     | 作曲     | 編曲     | 主唱     | 備註                                                                                                   |
| ------ | ------------- | --------------------------------- | -------- | -------- | -------- | -------- | --- |
| 片頭曲 | 「YOU」       | 第1話－第23話                     | 平出義勝 | 和泉常寬 | 大谷和夫 | 結城惠   | 第23話則在本篇一開始當劇中插入歌使用。                                                                 |
| 片頭曲 | 「」          | 第24話－第136話                   | 賣野雅勇 | 林哲司   | 船山基紀 | 中村由真 | 曾在部分集數當故事開頭的劇中插入歌使用。                                                               |
| 片尾曲 | 「TWO OF US」 | 第1話－第23話                     | 平出義勝 | 和泉常寬 | 大谷和夫 | 結城惠   | |
| 片尾曲 | 「LINE」      | 第24話－第136話                   | 賣野雅勇 | 林哲司   | 船山基紀 | 中村由真 | |
| 片尾曲 | 「」          | 「日美米飯戰爭」1993年12月3日放映 |          |          |          | MiKa     | 另外，該篇的故事一開始曾用電視動畫播出的2首片頭曲（從「YOU」中途轉換成「Dang Dang 」當劇中插入歌使用。 |

## 爭議
2014年4月28日發表的《美味大挑戰》漫畫描寫主角採訪福島第一核電廠內部後開始流鼻血，5月12日發表的漫畫又有福島已經不適合居住等言論，引起福島縣的強烈抗議。

## 外部連結
- 雁屋哲の今日もまた （页面存档备份，存于） （日語）－《美味大挑戰》原作者雁屋哲的官方個人部落格。

- 漫畫
  - Oishinbo, a la carte (西班牙語版) （页面存档备份，存于）
  - Big Comic Spirits （页面存档备份，存于）的官方網站
- 電視動畫
  - 美味大挑戰 （页面存档备份，存于） （日語）－TV朝頻道官網。
  - 動畫『美味大挑戰』BOX宣傳影片網站(VAP) （页面存档备份，存于）
- 真人電影
  - 美味大挑戰 - allcinema （日語）
  - 美味大挑戰 （页面存档备份，存于） （日語）－KINENOTE
  - 美味大挑戰 Movie Walker （页面存档备份，存于） （日語）
  - 美味大挑戰 （页面存档备份，存于） （日語）－映画.com（日语：映画.com）
- 遊戲
  - 美味大挑戰DS料理集 （页面存档备份，存于） （日語）